# Phyllodon subretusus
Phyllodon subretusus là một loài Rêu trong họ Hypnaceae. Loài này được (Thwaites & Mitt.) Ochyra & R.R. Ireland mô tả khoa học đầu tiên năm 2009.